# Nachal ha-Šofet
Nachal ha-Šofet (hebrejsky: נחל השופט, doslova Soudcovo vádí) je vádí ve vysočině Ramat Menaše v severním Izraeli.
Začíná západně od vesnice Ejn ha-Emek. Směřuje pak k jihu k vesnici Ramat ha-Šofet, kde se stáčí k severovýchodu. Míjí horu Har Gachar, zároveň zleva přijímá poblíž vrchu Giv'at Miš'ol vádí Nachal ha-Šnajim a Nachal Sanin, míjí kopec Tel Kira a sestupuje mírně zahloubeným a částečně zalesněným údolí do Jizre'elského údolí. Na jeho okraji prochází vesnicí ha-Zorea. Prochází pak zemědělsky intenzivně využívanou částí Jizre'elského údolí, v němž ústí do řeky Kišon jižně od vesnice Kfar Jehošua. Kromě srážek je vádí živeno několika prameny, které se nacházejí podél jeho toku.
Vádí je pojmenováno (stejně jako vesnice Ramat ha-Šofet) podle Juliana Macka - amerického právníka židovského původu, který byl předákem židovských organizací v USA. Údolí vádí je turisticky využíváno.